# Niezwykła piątka na tropie
Niezwykła piątka na tropie (ang. Famous 5: On the Case) – brytyjsko-francuski serial animowany, emitowany w 2008 roku na kanale stacji Disney Channel.

## Fabuła
Niezwykła piątka na tropie to opowieść o grupie przyjaciół – Dylanie, Allie, Jo i Maxie – którzy wspólnie z wiernym psem Timmym przeżywają niesamowite przygody podczas wakacji w wiejskim domu ciotki Jo. Ich dni wypełniają piesze wycieczki, żeglowanie, biwakowanie oraz nieustanna ciekawość świata, która często prowadzi ich na trop tajemnic i zagadek kryminalnych.
W trakcie swoich wakacyjnych eskapad bohaterowie natrafiają na serię dziwnych zdarzeń, które nie dają im spokoju. Przyjaciele decydują się rozwiązać zagadki, wykorzystując swoje niezwykłe umiejętności i współpracując jako zespół. Każde z dzieci wnosi do grupy unikalne zdolności, które okazują się kluczowe w dochodzeniu prawdy.
Dylan, będący naturalnym liderem grupy, jest zdeterminowany, by odnaleźć sprawców tajemniczych zdarzeń. Allie wyróżnia się swoją analityczną inteligencją i umiejętnością logicznego myślenia, co pozwala grupie przełamywać trudne zagadki. Jo, pełna odwagi i determinacji, często działa jako głos rozsądku, a Max, zarażający innych swoim optymizmem, wnosi do drużyny kreatywność i pomysłowość.
Nieocenionym wsparciem dla grupy jest ich pies Timmy, który dzięki swojej spostrzegawczości i instynktowi wielokrotnie pomaga przyjaciołom w najbardziej nieoczekiwanych momentach. Jego obecność dodaje im otuchy i stanowi symbol lojalności w ich przyjaźni.

## Odcinki
| Sezon | Odcinki | Pierwsza emisja | Ostatnia emisja  | Pierwsza emisja | Ostatnia emisja     |
| --- | ------- | --------------- | ---------------- | --------------- | ------------------- |
| 1 | 26      | 5 kwietnia 2008 | 27 września 2008 | 14 czerwca 2008 | 28 sierpnia 2009[A] |
| - A^ Ostatni odcinek serii wyemitowano 28 sierpnia 2009, jednak pominięto jeden (13), który nie został nigdy wyemitowany. |         |                 |                  |                 |                     |

| Nr | Tytuł                                                                                           | Premiera         | Premiera w Polsce    |
| -- | ----------------------------------------------------------------------------------------------- | ---------------- | -------------------- |
| 1  | Sprawa mordofrytki i piraci The Case of: The Fudgie Fry Pirates                                 | 5 kwietnia 2008  | 14 czerwca 2008      |
| 2  | Roślina, która mogła zjeść twój dom The Case of: The Plant That Could Eat Your House            | 12 kwietnia 2008 | 15 czerwca 2008      |
| 3  | Warczące, niemiłe coś The Case of: The Impolite, Snarly Thing                                   | 19 kwietnia 2008 | 21 czerwca 2008      |
| 4  | Sztuczki państwa Sticks The Case of: The Sticks and Their Tricks                                | 26 kwietnia 2008 | 22 czerwca 2008      |
| 5  | Wyciągnięta wtyczka The Case of: The Plot to Pull the Plug                                      | 3 maja 2008      | 28 czerwca 2008      |
| 6  | Złodziej z obrożą na szyi The Case of: The Thief Who Drinks from the Toilet                     | 10 maja 2008     | 6 lipca 2008         |
| 7  | Balonowy kłopot The Case of: The Hot-Air Ba-Boom!                                               | 17 maja 2008     | 29 czerwca 2008      |
| 8  | Coś tu śmierdzi The Case of: The Stinky Smell                                                   | 24 maja 2008     | 5 lipca 2008         |
| 9  | Niewinny jak detektyw The Case of: The Defective Detective                                      | 31 maja 2008     | 23 sierpnia 2008     |
| 10 | Śpiewać jak Allie The Case of: Allie’s Really Very Bad Singing                                  | 7 czerwca 2008   | 24 sierpnia 2008     |
| 11 | Mroki średniowiecza The Case of: The Medieval Meathead                                          | 14 czerwca 2008  | 12 października 2008 |
| 12 | Tajemnica zniszczonego obrazu The Case of: The Messy Mucked Up Masterpiece                      | 21 czerwca 2008  | 11 października 2008 |
| 13 | Pan od hipnozy The Case of: The Guy Who Makes You Act Like a Chicke                             | 28 czerwca 2008  | lipiec/sierpień 2010 |
| 14 | Zimny porywacz The Case of: The Felon With Frosty Fingers                                       | 5 lipca 2008     | 18 października 2008 |
| 15 | Lewe banknoty The Case of: The Bogus Banknotes                                                  | 12 lipca 2008    | 24 czerwca 2009      |
| 16 | Odcisków macek brak The Case of: The Eight Arms And No Fingerprints                             | 19 lipca 2008    | 19 października 2008 |
| 17 | Róża trucicielka The Case of: The Flowers That Make Your Body All Wobbly                        | 26 lipca 2008    | 25 października 2008 |
| 18 | Nieźle wyglądasz jak na 2000 lat The Case of: The Guy Who Looks Pretty Good for a 2000 Year-Old | 2 sierpnia 2008  | 1 lipca 2009         |
| 19 | Pożeracz metalu The Case of: The Gobbling Goop                                                  | 9 sierpnia 2008  | 6 lipca 2009         |
| 20 | Surfer spod ciemnej gwiazdy The Case of: The Surfer Dude Who Is Truly Rude                      | 16 sierpnia 2008 | 13 lipca 2009        |
| 21 | Tajemnica kaktusa The Case of: The Cactus, The Coot, And The Cowboy Boot                        | 23 sierpnia 2008 | 16 lipca 2009        |
| 22 | Foka niespokojna The Case of: The Seal Who Gets All Up In Your Face                             | 30 sierpnia 2008 | 30 lipca 2009        |
| 23 | Tajemnica świecącego śniegu The Case of: The Snow, the Flow and the Oh, No!                     | 6 września 2008  | 4 sierpnia 2009      |
| 24 | Na bezrybiu i gad pływa The Case of: The Fish That Flew the Coop                                | 13 września 2008 | 18 sierpnia 2009     |
| 25 | Muzealne zamieszanie The Case of: The Museum That Got Mashed And Mangled                        | 20 września 2008 | 21 sierpnia 2009     |
| 26 | Kolej na medal The Case of: The Gold Medal And The Iron Horse                                   | 27 września 2008 | 28 sierpnia 2009     |